# Agrilus ater
Agrilus ater é uma espécie de inseto do género Agrilus, família Buprestidae, ordem Coleoptera.
Foi descrita cientificamente por Linnaeus, 1767.